# Viviana Ramos (aktorka)
Viviana Ramos, a właściwie Viviana Ramos Macouzet (ur. 1 grudnia 1992 r. w Ensenada) – meksykańska aktorka. Swoją karierę rozpoczynała w programie Hov o Vida Tv, później dostała rolę Dolores 'Loli' Fernandez, przyrodniej siostry Lupity, w serialu młodzieżowym Zbuntowani.

## Filmografia
- 2011: Siempre no Digas jako Salvadora/Marttena
- 2007: Lola: Érase Una Vez jako Blanca
- 2004–2006: Zbuntowani (Rebelde) jako Dolores 'Lola' Fernandez